# Cartoonito (Estados Unidos)
Cartoonito era un bloque de programación estadounidense, que se estrenó el 13 de septiembre de 2021 en Cartoon Network. La marca también se usa en el país como una sección dedicada en el servicio de transmisión Max. Cartoonito se dirige a un público preescolar de entre 2 y 6 años.

## Historia
Cartoonito ya era una marca utilizada por WarnerMedia para una serie de cadenas de televisión de televisión y bloques de programación a nivel internacional, que incluyen un canal en el Reino Unido.

### Intentos previos (1996-2006)
En 1996, Cartoon Network decidió crear un bloque de programas preescolares los domingos por la mañana. Presentó series como Big Bag (un programa de televisión de acción en vivo y títeres de Children's Television Workshop), Small World y Caver Kids. Sin embargo, Big Bag funcionó hasta 1998, mientras que Small World funcionó hasta 2002. Una vez que Big Bag dejó la programación de Cartoon Network en 2001, Baby Looney Tunes, junto con Pecola, Sitting Ducks y Hamtaro, llenaron esa alineación en 2003. Después, el bloque se trasladó a las mañanas de los días hábiles.
En 2005, Cartoon Network lanzó Tickle-U. Tickle-U fue el primer intento oficial de Cartoon Network en lanzar un bloque prescolar matutino, emitiéndose de lunes a viernes por la mañana. Se estrenó el 22 de agosto de 2005 y se transmitió de 9:00 a 11:00 a. m. ET / PT.
Los programas emitidos incluían dos series de televisión de Teletoon / Treehouse TV Harry and His Bucket Full of Dinosaurs y Gerald McBoing-Boing, programas británicos adquiridos: Gordon the Garden Gnome, Peppa Pig, Little Robots y Yoko! Jakamoko! Toto!; siendo Firehouse Tales la única serie original (producida por Warner Bros. Animation). El bloque también contó con dos personajes CGI como anfitriones: llamados Pipoca y Henderson. A diferencia de sus contrapartes originales, los programas adquiridos por los británicos presentaban un elenco de voces estadounidenses.
Tickle-U cerró en 2006, y parte de su programación aún se emitió en Cartoon Network hasta 2007 y finalmente, se volvieron a emitir en Cartoonito en el Reino Unido.

### Lanzamiento (2021)
El 5 de febrero de 2021, Tom Ascheim declaró en una entrevista con Kidscreen que Cartoon Network USA expandiría su oferta para incluir series dirigidas a audiencias familiares y niñas y niños en edad preescolar, con el fin de competir con algunos otros bloques preescolares como Disney Junior, PBS Kids y Nick Jr. La entrevista terminó con la adquisición de los derechos de transmisión de Thomas & Friends: All Engines Go, un reinicio de la serie original de Thomas & Friends .
Estos planes culminaron el 17 de febrero, cuando se anunció que la marca preescolar internacional de WarnerMedia, Cartoonito, llegaría a Cartoon Network en los Estados Unidos (además de una sección en el servicio de transmisión HBO Max). Se espera que contenga más de 20 series en su lanzamiento de 2021.
En marzo de 2021, se lanzó el sitio web para el bloque.
El 14 de junio de 2021, aparecieron nuevas identificaciones del bloque en videos (que incluyen a Esme y Roy, Mush-Mush and the Mushables, Care Bears: Unlock the Magic y Love Monster) en el canal de YouTube de Cartoonito, y se anunció un boletín informativo. con un nuevo banner y avatar en el canal de YouTube de Cartoonito en julio. El 29 de julio de 2021 se lanzó un tráiler del bloque Se reveló que las mascotas del bloque usan pronombres de género neutro . Los avances de la programación de Cartoonito aparecieron en Cartoon Network en agosto.
El 16 de agosto de 2021, se anunció que el bloque se lanzaría el 13 de septiembre de 2021 (siendo Baby Looney Tunes el primer programa en emitirse). En Cartoon Network, el bloque tiene una duración de 8 horas (6:00 a. m. a 2:00 p. m. ) ET / PT ) de lunes a viernes y 2 horas (6:00 a. m. a 8:00 a. m. ET / PT) los fines de semana.
Sin embargo, el 16 de noviembre de 2021, el horario de lunes a viernes se redujo a 7 horas (terminando a la 1:00 p. m. ET/PT). Más tarde bajó otra hora y finalizó al mediodía (12:00 p. m. ET/PT a partir del 31 de enero de 2022, Baby Looney Tunes se eliminó de la programación, mientras que Cocomelon se agregó en el proceso En junio de 2022, el horario se redujo una hora más, finalizando a las 10:00 a. m. Sin embargo, el 3 de octubre marcó la primera vez que cambió la puesta en marcha. En lugar del horario habitual de las 6:00 a. m., Cartoonito comenzaría a las 7:00 a. m. después de un programa regular de Cartoon Network, conservando sus cuatro horas
El 21 de marzo de 2022, la calificación TV-Y7 de Care Bears: Unlock the Magic se cambiará a TV-Y después de que se hayan emitido los 51 episodios.
En junio de 2022, el cronograma perdió otra hora (terminó a las 10:00 a. m. ET/PT) pero se revirtió el 5 de septiembre. Sin embargo, el 3 de octubre marcó la primera vez que cambió la puesta en marcha. En lugar del horario habitual de las 6:00 a. m., Cartoonito comenzaría a las 7:00 a. m. después de un programa regular de Cartoon Network, conservando sus cuatro horas.
En marzo de 2023, el horario se redujo de un bloque de cuatro horas a un bloque de noventa minutos (comenzando a las 7:30 a. m. y terminando a las 9:00 a. m. ET/PT).
El 19 de febrero de 2024, el horario se redujo nuevamente de un bloque de 90 minutos a un bloque de 60 minutos (comenzando a las 7:30 a. m. y terminando a las 8:30 a. m. ET/PT).

### Cierre del bloque
El 23 de mayo de 2025, el bloque fue eliminado de la programación de Cartoon Network, y Warner Bros. Discovery puso fin a la marca Cartoonito en los Estados Unidos después de casi cuatro años de uso.

## Programación
Cartoonito presenta coproducciones y programación adquirida, además de series originales exclusivas del bloque de programas en Cartoon Network. Actualmente, la alineación de Cartoonito incluye Care Bears: Unlock the Magic, Pocoyo, Love Monster, Bing, Caillou y Thomas & Friends: All Engines Go; Sesame Workshop y Little Ellen exclusivo de HBO Max.